# Communauté locale

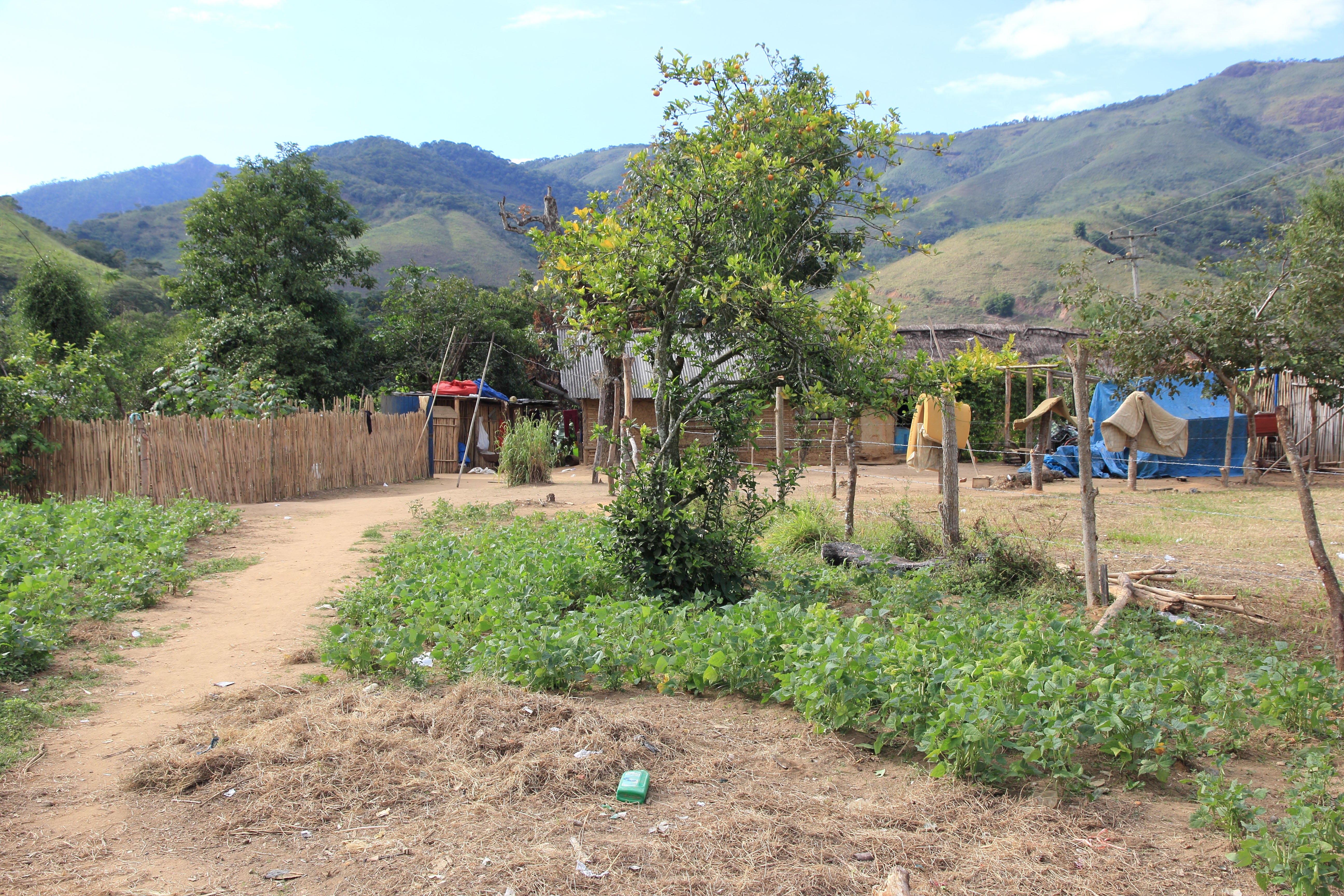
Photographie de la communauté local de descendants d'esclaves située dans l'État de Rio de Janeiro, dans la ville de Valença

En géographie sociale, une communauté locale désigne différents groupes de personnes vivant à proximité les uns des autres, définit dans une même zone géographique. On parle ainsi de collectivité. 